# Ritorno a casa Gori
Ritorno a casa Gori è un film del 1996 diretto da Alessandro Benvenuti.
Nella pellicola, sequel di Benvenuti in casa Gori, vengono utilizzati i medesimi personaggi interpretati dai medesimi attori, ad eccezione di Libero (che nel film precedente è stato interpretato da Giorgio Picchianti) e Sandra (che nel film precedente si chiamava Serena ed era stata interpretata da Ornella Marini); il personaggio interpretato da Benvenuti, marito di Sandra/Serena, si chiama Luciano invece di Lapo.

## Trama
Danilo fa una rapina in una villa in Toscana insieme ad alcuni amici. Una volta rientrato in casa, scopriamo che la madre Adele è deceduta; Danilo nasconde la refurtiva nella bara della madre esposta in casa nella stanza per la veglia. A casa Gori arrivano quindi tutti i parenti della defunta: Gino, il vedovo e padre di Danilo; Annibale, il padre novantacinquenne della defunta; Bruna, la secondogenita di Annibale, con il marito Libero; Sandra, figlia di Bruna e Libero, con il marito Luciano e la figlia Samantha, e Cinzia, la moglie di Danilo con la figlia Futura.
Tutti si occupano di ricevere gli altri parenti e visitatori, tra i quali Faustino, il figlio ritardato di un'amica di famiglia, e il Sottili, un uomo ricchissimo ex fidanzato di Adele appena tornato dall'Argentina.
Prima della chiusura della bara, la situazione degenera e tra i parenti ci sono tensioni: mentre le bambine Samantha e Futura giocano vivacemente nonostante il trambusto, Gino inizia a alcolizzarsi e finisce per chiudersi nel bagno, per poi cercare di impedire la chiusura della bara; Annibale fomenta di voler andare a vivere altrove lontano dal genero Gino, con cui non è mai andato d'accordo; Libero è visibilmente depresso e si rende conto che la moglie Bruna non è più innamorata, ignorando che lei ha una relazione extraconiugale; Danilo cerca di mascherare la verità della rapina alla moglie Cinzia, alternando sbalzi d'umore per via della perdita della madre a atteggiamenti quasi violenti nei confronti dello zio Libero; Luciano e Sandra, in piena crisi di coppia affermano di voler divorziare all'età adulta della figlia Samantha, anticipando pesanti litigi. 
Sandra scopre di essere figlia biologica non di Libero, ma del Sottili, che nel passato ha avuto una fugace relazione con Bruna, in stato confusionale si chiude nello sgabuzzino con Luciano e entrano in intimità. Arriva sul posto anche un maresciallo dei Carabinieri, che riconosce Danilo come uno degli autori della rapina ma decide di non punirlo per la tragica situazione familiare e se ne va.
Al momento della chiusura della bara le cose sembrano sistemarsi: Gino trova il coraggio di dare l'ultimo saluto alla defunta consorte, Danilo decide di lasciare la refurtiva nella bara in regalo alla madre, Bruna sceglie di stare a fianco del marito Libero, Sandra e Luciano si riavvicinano, e in quanto buddhisti, ritengono che Adele si rincarnerà a Vienna, città che lei avrebbe sempre voluto visitare.
Durante tutto il film, lo spirito di Adele osserva dall'alto, vegliando sui presenti.